# Megasaissetia brasiliensis
Megasaissetia brasiliensis är en insektsart som beskrevs av Hempel 1912. Megasaissetia brasiliensis ingår i släktet Megasaissetia och familjen skålsköldlöss. Inga underarter finns listade i Catalogue of Life.